# Wolfgang Resch
Wolfgang Resch (geboren 1990 in Hall in Tirol) ist ein österreichischer Opernsänger (Bariton).

## Leben und Werk
Resch bekam seine erste Gesangsausbildung bei den Wiltener Sängerknaben in Innsbruck. Als Solist konnte er bereits im Alter von sieben Jahren als Knabe in Mozarts Zauberflöte erste Bühnenerfahrung sammeln. Noch während seiner Schulzeit studierte Wolfgang Resch am Tiroler Landeskonservatorium bei Karlheinz Hanser, bevor er 2008 sein Studium an der Universität für Musik und darstellende Kunst in Wien bei Ralf Döring und Charles Spencer fortsetzte. Meisterkurse besuchte er u. a. bei KS Brigitte Fassbaender.
Gemeinsam mit dem Pianisten Sascha El Mouissi widmet sich Wolfgang Resch intensiv dem Liedgesang. Konzerte und Liederabende führten den Künstler u. a. nach London, Liverpool, Reykjavík und nach Istanbul zum Istanbul Music Festival.
Sein Operndebüt gab Resch 2009 als Papageno in der Daegu City Hall in Korea. Neben Engagements als Corporal in Donizettis La fille du régiment beim Festival Oper Klosterneuburg und als Ananias in Brittens Kirchenoper The Burning Fiery Furnace beim Festival Retz, trat er im Rahmen seines Studiums u. a. als Conte Perruchetto in Haydns La fedeltà premiata und als Conte Almaviva in Mozarts Le nozze di Figaro im Schlosstheater Schönbrunn auf.
2014 wurde er ins Young Singers Project der Salzburger Festspiele aufgenommen und debütierte als Zweiter Nazi in der Uraufführung von Marc-André Dalbavies Charlotte Salomon in der Felsenreitschule.
Von 2013 bis 2016 gehörte Wolfgang Resch dem Ensemble von Konzert Theater Bern an, wo er u. a. als Ottokar (Weber: Der Freischütz), Harlekin (Strauss: Ariadne auf Naxos), Papageno (Mozart: Die Zauberflöte) und Dandini (Rossini: La Cenerentola), Eddy (Turnage: Greek), Silvano (Verdi: Un ballo in maschera) und Don Parmenione (Rossini: L’occasione fa il ladro) zu hören war.
In der Spielzeit 2016/17 debütiert Wolfgang Resch unter anderem an der Bühne Baden als Leopold Kupelwieser (Berté: Das Dreimäderlhaus) und am Theater Orchester Biel Solothurn sowie beim Armel Opera Festival in Budapest als Hans Scholl (Zimmermann: Weiße Rose).

## Auszeichnungen
- Erster Preisträger des Liedwettbewerbes der Petyrek-Lang-Stiftung
- Preisträger des Internationalen Mikuláš Schneider-Trnavský Gesangswettbewerbes in Trnava/Slowakei
- Preisträger des Musikwettbewerbes Gradus ad Parnassum 2011
- Finalist und Preisträger des 8. Internationalen Hilde Zadek-Gesangswettbewerbes 2013